# Анадырь (городской округ)

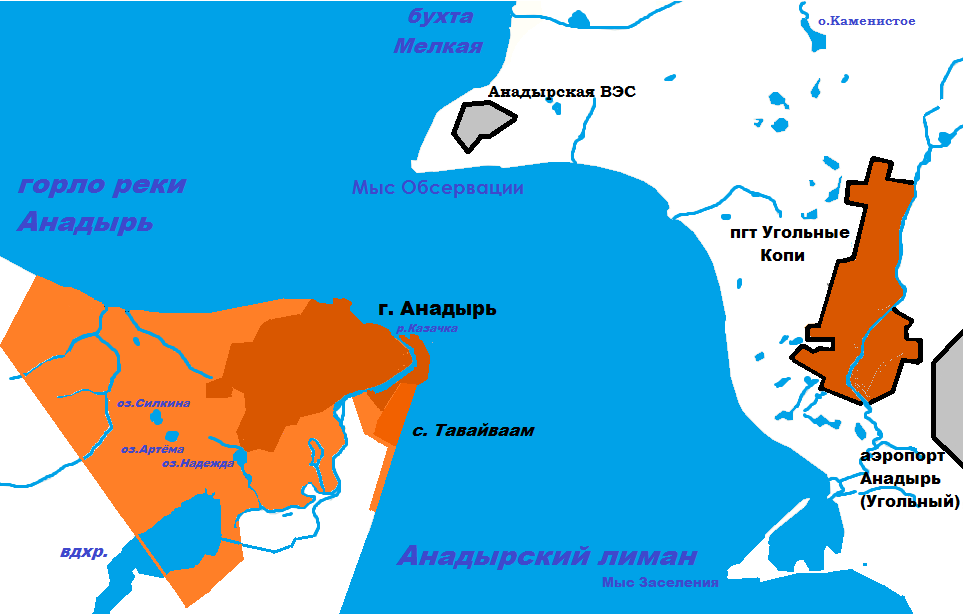
Территория городского округа Анадырь на карте

Городско́й о́круг Анадырь — муниципальное образование в Чукотском автономном округе России. Соответствует административно-территориальному образованию город окружного значения с подчинённым ему селом.
Административный центр — город Анадырь.

## География
Городской округ расположен на берегу Анадырского лимана и горла реки Анадырь (месте её расширенного впадения в него после залива Онемен). Сам город находится в месте впадения в Анадырский лиман Анадырского залива Берингова моря речки Казачка. Территория городского округа составляет 60,34 км².  Административно со всех сторон его окружает Анадырский район.

## Население
| 2001    | 2002    | 2003    | 2004    | 2005    | 2006    | 2007    |
| ------- | ------- | ------- | ------- | ------- | ------- | ------- |
| 11 280  | ↘11 038 | ↗11 096 | ↗11 777 | ↘10 920 | ↗11 073 | ↗11 817 |
| 2008    | 2009    | 2010    | 2011    | 2012    | 2013    | 2014    |
| ↗12 415 | ↗12 598 | ↗13 517 | ↗13 551 | ↗13 999 | ↗14 218 | ↗14 494 |
| 2015    | 2016    | 2017    | 2018    | 2019    | 2020    | 2021    |
| ↗14 784 | ↗15 358 | ↗15 956 | ↗16 091 | ↗16 338 | ↘16 299 | ↘13 598 |
| 2023    | 2024    | 2025    |         |         |         |         |
| ↘13 368 | ↗13 412 | ↗13 599 |         |         |         |         |

Урбанизация
Городское население (город Анадырь) составляет 97,24 % от всего населения округа.

## Населённые пункты
В состав городского округа входят 2 населённых пункта:
| № | Населённый пункт | Тип   | Население      |
| - | ---------------- | ----- | -------------- |
| 1 | Анадырь          | город | ↗13 224 (2025) |
| 2 | Тавайваам        | село  | ↘370 (2023)    |

## Органы местного самоуправления
Структуру органов местного самоуправления городского округа составляют:
- Совет депутатов — представительный орган городского округа;
- Глава городского округа (мэр города Анадыря) — высшее должностное лицо городского округа;
- Администрация — исполнительно-распорядительный орган городского округа.

Глава городского округа (мэр г. Анадыря) с 2019 года — Николаев Леонид Анатольевич.
Председатель Совета депутатов (V созыва) городского округа Анадырь — Тюхтий Виктор Анатольевич.

## История
В 1992 году город Анадырь получил статус окружного подчинения и был выведен из состава Анадырского района.
Городской округ образован законом от 29 ноября 2004 года.